# Chiesa di San Brizio Vescovo (Certosa di Pavia)
La chiesa di San Brizio Vescovo è la parrocchiale di Samperone, frazione di Certosa di Pavia. Appartiene al vicariato V della diocesi di Pavia e risale al XVI secolo.

## Storia
La prima documentazione che testimonia l'esistenza del luogo di culto a Samperone risale al 1576 ed è rintracciabile negli atti della visita pastorale nella diocesi di Pavia che effettuò Angelo Peruzzi, vescovo titolare di Cesarea di Bitinia. In tale periodo la parrocchia apparteneva al vicariato di Mirabello.
Nel XVIII secolo, precisamente nel 1769, passò al vicariato di Marcignago. La parrocchia alla quale la chiesa appartiene risultò a lungo non avere fondi propri mentre nel 1792, dagli atti relativi allo stato delle parrocchie diocesane locali, le venne certificato un reddito pari a 392 lire.
All'inizio del XIX secolo il patronato parrocchiale era in capo alla comunità di Samperone. Alla fine del secolo, secondo quanto si desume dagli atti visitali del 1898, il vescovo di Pavia Agostino Gaetano Riboldi attestò la presenza nella parrocchia di varie associazioni e confraternite, alcune dedicate alla Sacra Famiglia, al Santo Rosario, al Santissimo Sacramento, alle Figlie di Maria e ad altre finalità legate al culto.
A partire dal XX secolo la chiesa con la sua parrocchia entrò nel vicariato di Certosa-Binasco. Dal 25 ottobre 1989 il vescovo di Pavia Giovanni Volta l'ha inserita nel vicariato V.

## Descrizione

### Esterno
La chiesa, che si trova nella parte settentrionale dell'abitato di Samperone, mostra un orientamento verso est. Il prospetto principale è suddiviso in due ordini sopra i quali si trova il frontone triangolare. Una grande finestra che porta luce nella navata si trova al centro del secondo ordine. Le facciate laterali sono in mattoni a vista e la copertura del tetto è realizzata con coppi. La torre campanaria, di aspetto quasi romanico, è rifinita con mattoni a vista come le fiancate.

### Interno
La navata interna è unica ed ampliata da due cappelle laterali per ogni suo lato. 
La pavimentazione della sala è in grandi mattonelle in cemento in tre colorazioni mentre quella del presbiterio è realizzata in ceramica simile al cotto.